# Federica Panicucci
Federica Panicucci (Cecina, 27 ottobre 1967) è una conduttrice televisiva, conduttrice radiofonica ed ex showgirl italiana.
Dopo il debutto in televisione a Portobello, si è divisa tra Rai e Fininvest partecipando a programmi televisivi con ruoli minori. Ha raggiunto il successo negli anni novanta, conducendo diversi programmi di Italia 1, rete della quale diventa un volto simbolo, tra cui diverse edizioni del Festivalbar. In tempi più recenti, dopo un periodo trascorso su Rai 2 alla conduzione di programmi dedicati ai sentimenti, nel 2006 è tornata a Mediaset, dove ha condotto la prima edizione de La pupa e il secchione. Dal 2009 al 2021 ha condotto il programma mattutino in onda su Canale 5 Mattino Cinque, il quale dal 2021 è stato sostituito dallo spin-off Mattino Cinque News e nel 2024 ha condotto il programma mattutino in onda su Rete 4 Mattino 4. 
Nel corso della sua carriera ha lavorato anche come conduttrice radiofonica, restando legata per diversi anni a Radio Deejay dove ha condotto Dear Deejay.

## Biografia

### Gli esordi

Federica Panicucci conduttrice del Festivalbar nella prima metà degli anni novanta

Dopo alcune esperienze nel campo della moda e della pubblicità, debutta in televisione nel 1987 come "centralinista" dell'ultima edizione di Portobello, storico programma di Enzo Tortora su Rai 2. Nel 1988 è una delle varie annunciatrici di Rai 3. Nello stesso periodo, è annunciatrice anche di Supersix, rete per la quale ha condotto inoltre diverse rubriche musicali.

### Il debutto a Fininvest e l'inizio della carriera come conduttrice (1988-1999)

Fiorello e Federica Panicucci al Festivalbar 1993.

Nel 1988 inizia a lavorare in Fininvest dove prende parte, nel ruolo di "hostess", alle edizioni 1988-1989 e 1989-1990 della trasmissione Il gioco delle coppie di Canale 5 condotta da Marco Predolin. Nel 1989 è una delle vallette del Gran Premio Internazionale dello Spettacolo, inoltre nel 1988 debutta come attrice con una parte nel telefilm Balliamo e cantiamo con Licia in onda su Italia 1, la quale nel successivo decennio le darà molta notorietà come conduttrice.
Nel 1991 sempre su questa rete, partecipa ad Unomania, programma-contenitore del pomeriggio condotto da Gabriella Golia che contiene numerose rubriche, tra le quali lo spazio musicale "twin clips" condotto proprio dalla Panicucci. Nell'estate del 1992 conduce l'anteprima del Festivalbar, intitolata Festivalbar - Zona verde, per poi tornare nell'autunno dello stesso anno a Unomania, questa volta come conduttrice. Nell'estate del 1993 è la padrona di casa del Festivalbar, affiancando nella conduzione gli showman Fiorello e Amadeus: con quest'ultimo conduce anche le edizioni del 1994 e del 1995. Insieme ad Amadeus, inoltre, conduce nel 1994 il concorso di bellezza The Look of the Year su Italia 1. Dopo aver condotto la terza edizione di Unomania andata in onda nel 1993, ha proseguito nel 1994 e nel 1995 l'impegno al pomeriggio su Italia 1 con il contenitore Smile al fianco di Stefano Gallarini e Terry Schiavo.
Nel 1996 approda in Rai per affiancare Adriano Celentano nel programma di Rai 1 Arrivano gli uomini. Ha condotto inoltre, insieme a Daniele Piombi, le edizioni del 1997 e del 1998 del Premio Regia Televisiva: nello stesso periodo ha presentato su Rai 1 anche i collegamenti dal backstage per il Pavarotti & Friends. Dal 1995 al 1997 su Italia 1 conduce, prima in conduzione singola e in seguito affiancata da Natalia Estrada e Lorena Forteza, lo show Jammin (poi Jammin Night) dedicato alla musica dal vivo. Sempre per Italia 1 conduce anche Capodanno in diretta, in onda in occasione del Capodanno del 1996; inoltre tra la fine del 1996 e l'inizio del 1997 cura i collegamenti in esterni della trasmissione di Rete 4 Telemania condotta da Mike Bongiorno. Sul finire degli anni novanta affianca Pippo Baudo nella conduzione di alcuni show evento come Il ballo delle debuttanti e La notte delle muse; in questo periodo conduce in solitaria un'edizione de La partita del cuore, e partecipa a Buona Domenica e al Maurizio Costanzo Show come ospite e opinionista.

### Passaggio in Rai e ritorno definitivo a Mediaset (2000-2009)
Dal 2000 al 2005 lavora in esclusiva per la Rai conducendo su Rai 2 nel primo pomeriggio e in fascia preserale tre "programmi rosa" Affari di cuore, Batticuore e Scherzi d'amore, tutti accomunati dall'argomento: raccontare storie legate ai sentimenti o in cui si cerca di aiutare la coppia in studio a superare il loro affare di cuore; questi tre show ottennero buoni ascolti. Nell'autunno del 2003 conduce la striscia quotidiana del talent show Destinazione Sanremo, ideato da Pippo Baudo. Dal 2003 al 2005 presenta sempre su Rai 2 il programma comico Bulldozer insieme ad Enrico Bertolino. Nel 2003 termina ufficialmente l'esperienza su Radio Deejay, con la quale ha collaborato per sette anni presentando il programma Dear Deejay.
Nella primavera 2006 lascia la Rai firmando l'esclusiva per Mediaset e torna su Italia 1 dove conduce con Serena Garitta il varietà Comedy Club, terminato dopo appena una puntata a causa degli scarsi risultati di ascolto. Nell'autunno 2006 affianca Enrico Papi alla conduzione del nuovo reality show di Italia 1 La pupa e il secchione che ottiene ottimi risultati di ascolto dando così nuova visibilità e sempre più popolarità alla conduttrice. In radio, dal 2006 al giugno 2011 conduce La superclassifica, programma radiofonico di R101 nel quale illustra la classifica musicale pubblicata settimanalmente dal noto settimanale TV Sorrisi e Canzoni.
Nella stagione 2007-2008, dopo lo slittamento a data da destinarsi della prevista seconda edizione de La pupa e il secchione, onora il contratto che la teneva legata (fino al giugno 2009) in esclusiva con Italia 1 partecipando, insieme a Melita Toniolo, allo show Candid Camera condotto da Ciccio Valenti con buoni risultati negli ascolti, quindi conducendo la puntata pilota (andato in onda il 26 dicembre 2007, ma con bassi ascolti) del nuovo show Mi raccomando avente per protagonisti alcuni bambini delle elementari chiamati dai loro genitori a compiere delle missioni. Il 24 aprile 2008 recita, in qualità di guest star, nell'episodio Ma quant'è dura la salita della seconda stagione della fiction di Canale 5 I Cesaroni. Nel maggio 2009 conduce in prime time su Italia 1 il programma Cupido ottenendo però bassi ascolti. Nel giugno 2009 firma un contratto quadriennale di esclusiva per Canale 5 per condurre programmi sia nel day-time che in prime-time, ma, per varie circostanze ha condotto solo nel day-time.

### La conduzione diMattino Cinque,Domenica Cinquee altri programmi (2010-2020)
Nella stagione 2009-2010 sostituisce Barbara D'Urso nel rotocalco mattutino Mattino Cinque prodotto dalla testata giornalista Videonews; in un primo momento la Panicucci viene affiancata nella conduzione dall'allora direttore di Videonews Claudio Brachino, ma il 22 febbraio 2010 subentra a quest'ultimo Paolo Del Debbio (che poi lascerà il programma il 22 aprile 2013 a favore di Brachino). Il 16 dicembre 2010 conduce, insieme ad Alfonso Signorini con le inviate Elena Santarelli e Melita Toniolo, in prima serata su Canale 5 la Finale Mediafriends Cup 2010, un trofeo calcistico di beneficenza. Il 16 gennaio 2011 sostituisce Barbara D'Urso anche nel rotocalco televisivo della domenica pomeriggio Domenica Cinque, curando la seconda parte del programma dedicata al varietà e al gossip, mentre la prima parte incentrata soprattutto sulla cronaca è condotta da Claudio Brachino: dal 15 gennaio 2012 va in onda solo la seconda parte, condotta dalla Panicucci; la trasmissione termina ufficialmente il 29 aprile 2012. Nel febbraio 2013 nasce #UnMinutoConMe la prima social clip di Mediaset, realizzata e ideata dal comico di Zelig Ale Baldi che, con l'utilizzo di un iPhone, riprende e racconta sul web la vita della conduttrice a telecamere spente: le clip sono viste da più di 50 000 utenti e trasmesse con successo in esclusiva. per Videomediaset.it fino ad aprile 2013. Il mese successivo la Panicucci crea, insieme a Manuela Ronchi, Find my talent, un portale dedicato agli artisti visibile anche tramite abbonamento: dopo qualche mese il portale chiude a causa dello scarso successo. Nel giugno 2013, con l'aiuto del suo agente Lucio Presta, la Panicucci ha rinnovato il contratto di esclusiva con Mediaset su modello del precedente, cioè con conduzioni nel day-time e in prime time.
Nella stagione 2013-2014 è affiancata a Mattino Cinque da un nuovo partner, il giornalista Federico Novella; successivamente il tandem Panicucci-Novella è stato confermato anche per le stagioni successive. Il 27 settembre 2014 conduce, insieme a Gerry Scotti e Adele Bonolis (figlia di Paolo Bonolis), la serata-evento di Canale 5 Intimissimi On Ice Opera Pop che però ottiene bassi ascolti. Il 18 dicembre presenta Italia 1D - One Direction, la serata-evento di Italia 1 dedicata agli One Direction, ma anche questo ottiene bassi ascolti. A partire dalla stagione 2016-2017 divide la conduzione di Mattino Cinque con Francesco Vecchi. Dopo aver presentato la 24ª edizione nel 2006, dal 2019 al 2021 conduce Concerto di Natale, in onda la sera della vigilia di Natale su Canale 5. Dal 2017 al 2019 conduce Capodanno in musica, in onda la notte di San Silvestro su Canale 5.

### Mattino Cinque News,Back to SchooleMattino 4(2021-presente)

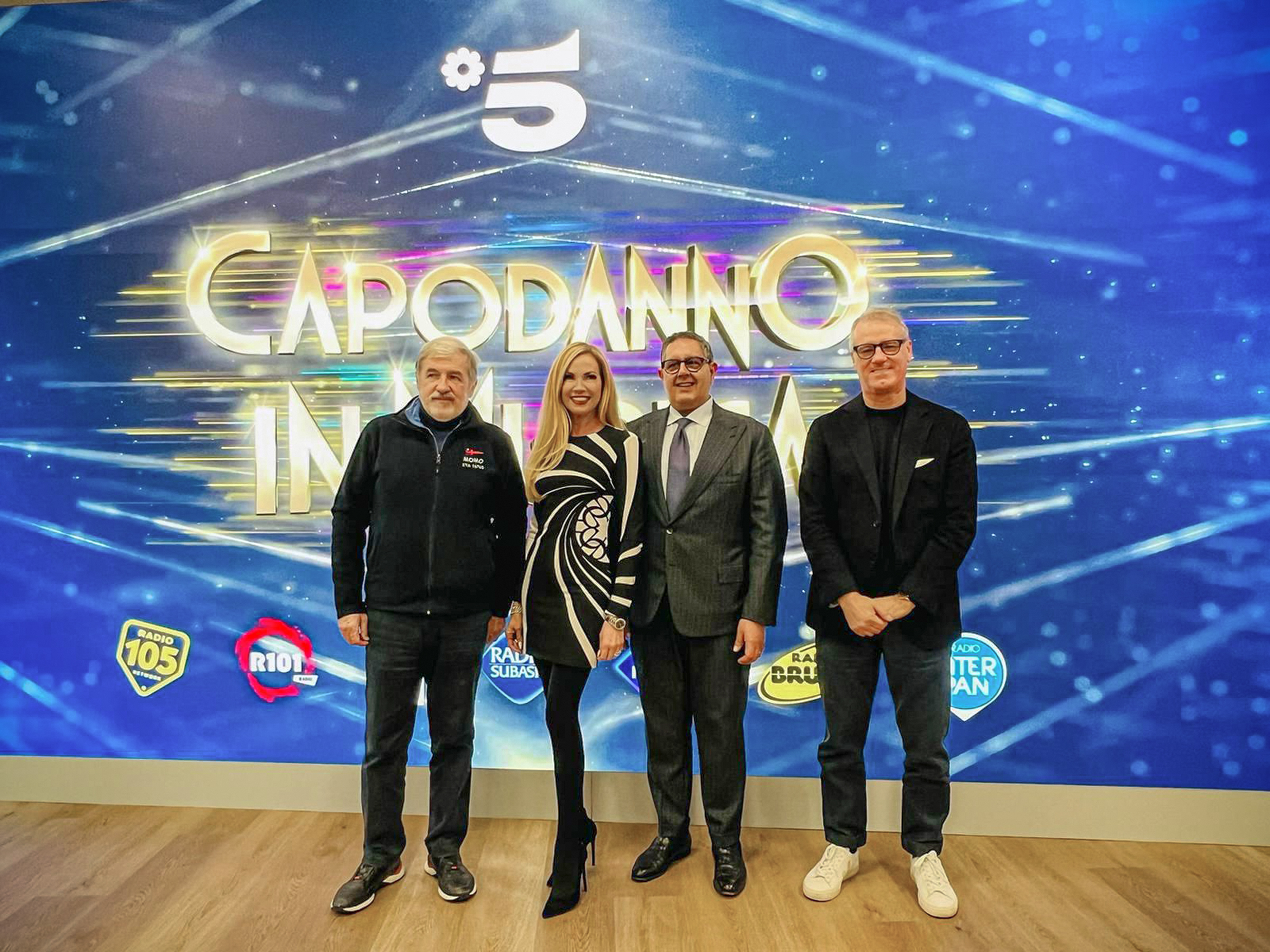
Marco Bucci, Federica Panicucci, Giovanni Toti e Paolo Salvaderi in occasione della presentazione del programma del Capodanno 2024 trasmesso su Canale 5

Dalla stagione 2021-2022 affianca Francesco Vecchi a Mattino Cinque News, spin-off di Mattino Cinque. Nel 2021, per la prima ed unica volta sulle reti Mediaset, conduce la trentesima edizione della Partita del cuore in prima serata su Canale 5. Il 1º gennaio 2023 è in prima serata su Canale 5 con Concerto per la Pace, spin-off del Concerto di Natale.
Nel 2023 è tornata a condurre un reality show. Durante la presentazione dei palinsesti Mediaset 2022-2023 è stata confermata alla conduzione della seconda edizione di Back to School, in onda su Italia 1 dal 5 aprile all'11 maggio 2023, dopo l'addio di Nicola Savino. Il 27 maggio e il 3 giugno dello stesso anno ha condotto due puntate del programma in onda su Canale 5 Il Volo - Tutti per uno, realizzato dal trio musicale Il Volo. A dicembre dello stesso anno torna alla conduzione del Concerto di Natale e viene confermata per l’edizione in onda il 25 dicembre 2024, sempre su Canale 5. Dal 2021 al 2024 è inoltre alla guida di Capodanno in musica.
Dall'11 marzo 2024, insieme a Roberto Poletti, conduce il programma mattutino di Rete 4 Mattino 4.

## Vita privata
Dal 1995 al 2015 è stata legata a Mario Fargetta: sposato nel 2006. La coppia ha avuto due figli, nati rispettivamente nel 2005 e nel 2007. Dal 2016 è legata a Marco Bacini.

## Programmi televisivi
- Portobello (Rai 2, 1987) - centralinista
- Annunci (Rai 3, 1987-1988; Super Six, 1988)
- Il gioco delle coppie (Canale 5, 1988-1990) - valletta
- SuperMuSix - Studio Rock (Super Six, 1989)
- SuperMuSix - StudioPop (Super Six, 1989)
- Teneramente Rock (Super Six, 1989)
- Gran Premio Internazionale dello Spettacolo (Canale 5, 1989) - valletta
- Festival Nazionale di Musica Leggera (Italia 7, 1991)
- Festivalbar - Zona Verde (Italia 1, 1991)
- Anteprima Festivalbar (Italia 1, 1992)
- Unomania (Italia 1, 1992-1994)
  -  Speciale Unomania (Italia 1, 1992) 
  -  Twin clips (Italia 1, 1992-1993)
- Festivalbar (Italia 1, 1993-1995)
- The look of the year (Italia 1, 1994)
- Smile (Italia 1, 1994-1995)
- Il Guinness dei Primati (Canale 5, 1995) - inviata
- Jammin (Italia 1, 1995, 1996-1998)
  -  Speciale Jammin Capodanno (Italia 1, 1995-1996)
- Arrivano gli uomini (Rai 1, 1996)
- World Food Day Concert (Rai 2, 1996)
- Premio italiano della musica (Italia 1, 1996)
- Jammin Night (Italia 1, 1996-1998)
- Capodanno in diretta (Italia 1, 1996)
- Trenta ore per la vita (Canale 5, Italia 1, Rete 4, 1996, 1998) - inviata
- Telemania (Rete 4, 1996-1997) - inviata
- Pavarotti International (Rai 1, 1997)
- Volevo salutare (Italia 1, 1997-1998)
- Premio TV - Premio regia televisiva (Rai 1, 1997-1998)
- Il ballo delle debuttanti (Canale 5, 1997)
- Partita del cuore (Rai 1, 1998; Canale 5, 2021)
- La notte delle muse (Canale 5, 1998)
- Telethon (Rai 1, Rai 2, 1998) - inviata
- Buon Capodanno (Canale 5, 1998-1999)
- Aspettando Pavarotti & Friends (Rai 1, 1999)
- Italian Dance Award (Rai 2, 1999)
- Momenti di gloria (Canale 5, 1999-2000) - giurata
- Una canzone per te (Rai 2, 2000)
- Batticuore (Rai 2, 2000)
- Scherzi d'amore (Rai 2, 2000-2002)
- Affari di cuore (Rai 2, 2000-2002)
- Bengio Festival (Rai 2, 2002)
- Destinazione Sanremo (Rai 2, 2002)
- Notte Mediterranea (Rai 2, 2002-2004)
- Concerto della Banda dell'Arma dei Carabinieri (Rai 1, 2003)
- Una città per sognare (Rai 2, 2003)
- Bulldozer (Rai 2, 2003-2005)
- Bulldozer Remix (Rai 2, 2003)
- Derby del cuore (Rai 1, 2004)
- BravoGrazie (Rai 2, 2005)
- Comedy Club (Italia 1, 2006)
- La pupa e il secchione (Italia 1, 2006)
- Mi raccomando (Italia 1, 2007)
- Candid Camera (Italia 1, 2007-2008)
- Cupido (Italia 1, 2009)
- Mattino Cinque (Canale 5, 2009-2021)
- Mediafriends Cup (Canale 5, 2010)
- Domenica Cinque (Canale 5, 2011-2012)
- Intimissimi on Ice (Canale 5, 2014)
- Italia 1D - One Direction (Italia 1, 2014)
- Concerto di Natale (Canale 5, 2016, 2019-2021, dal 2023)
- Capodanno in musica (Canale 5, 2017-2019, dal 2021)
- Mattino Cinque News (Canale 5, dal 2022)
- Concerto per la pace - 30 anni di Natale in Vaticano (Canale 5, 2023)
- Back to School (Italia 1, 2023)
- Il Volo - Tutti per uno (Canale 5, 2023-2024)
- Mattino 4 (Rete 4, 2024-2025)

## Web TV
- #UnMinutoConMe (VideoMediaset, 2013)
- Find my talent (VideoMediaset, 2013[20])

## Radio
- Dear Deejay (Radio Deejay, 1996-2003)
- La Superclassifica (Radio 101, 2006-2011)

## Filmografia
- Balliamo e cantiamo con Licia, regia di Francesco Vicario – serie TV (1988)
- Laura non c'è, regia di Antonio Bonifacio (1998)
- I Cesaroni – serie TV, episodio 2x23 (2008) - cameo
- Buona la prima! – sitcom, episodi 2x15 e 4x03 (2008, 2017) - guest star

## Spot pubblicitari
- La mia casa DeAgostini (1988)
- Unilines Idea (1989-1990)
- Micromax Stirella (anni '90)
- Mensile Vera (1991)
- Dietorelle (1994)
- Garnier Ultralift (2012)
- Avon Products (2015)
- Fonte essenziale delle terme di Boario (2015)
- Philadelphia light (2016)
- Golden lady (2016)
- Enterolactis (2020)
- Eni gas e luce (2021)
- Equilibra (2024)

## Opere
- Federica Panicucci, Il coraggio di essere felice. Piccoli segreti per vivere meglio, Sperling & Kupfer, 2020, ISBN 9788820069247.